# Bitwa pod Wittenweier
Bitwa pod Wittenweier – starcie zbrojne, które miało miejsce 9 sierpnia 1638 roku podczas wojny trzydziestoletniej.
Bernard Weimarski (6 600 piechoty, 5 860 jazdy) od kilku miesięcy oblegał potężną twierdzę Breisach w Badenii, położoną na prawym brzegu Renu. Dnia 7 sierpnia 1638 przybył wódz cesarski książę Savello (18 500 żołnierzy). Bernard wziął ze sobą 10 000 żołnierzy. Gdy dotarł pod Wittenweier (dziś część gminy Schwanau) 9 sierpnia zauważył, że armia cesarska zajęła dogodną pozycję. Upozorował wówczas odwrót, a gdy nieprzyjaciel opuścił pozycje, napadł go w marszu i rozbił.